# S̩
S̩ ، s̩ یکی از حروف الفبای لاتین می‌باشد. این حرف آمیزه‌ای است از S با خطی عمودی در پایین آن. در زبان یوروبایی این حرف نشان‌دهندهٔ صدای صفیری کامی-لثوی بی‌واک (برابر با ش در فارسی) است. گاه این حرف با نقطه‌ای رد پایین آن و به صورت Ṣ نوشته‌می‌شود. 
در الفبای آوانگاری بین‌المللی، [s̩] نماد همخوان هجایی s است.

## منبع
Wikipedia contributors, "S̩," Wikipedia, The Free Encyclopedia, http://en.wikipedia.org/w/index.php?title=S%CC%A9&oldid=397955438 (accessed June 23, 2014). 